# Détention arbitraire
La détention arbitraire est dite arbitraire lorsqu'une autorité prive de liberté une personne sans base légale. En cela cette détention constitue un délit, une atteinte aux droits de l'homme dans certains pays, qui se produit si le greffe d'un établissement pénitentiaire joue d'erreurs ou d'incompétence ou si une autorité utilise la détention arbitraire comme une arme politique.

## Droit par pays

### Droit canadien
En droit canadien, une détention arbitraire est celle qui contrevient à l'article 9 de la Charte canadienne des droits et libertés et qui n'est pas autrement justifiée par l'article 1 de la Charte canadienne des droits et libertés. Les arrêts R. c. Grant et R. c. Suberu sont des arrêts de principe de la Cour suprême en matière de détention arbitraire. 

### Droit français
L'État français n'est pas exempt de cas chaque année. [réf. nécessaire]. Dans le droit pénal, elle est assimilée à une séquestration.

### Régimes dictatoriaux
On la trouve dans certains États à caractère dictatorial. [Lesquels ?] [réf. nécessaire]

## Droit international
La détention arbitraire est interdite par l'article 9 du Pacte international relatif aux droits civils et politiques
L'article 9 de la Déclaration universelle des droits de l'homme déclare : « Nul ne peut être arbitrairement arrêté, détenu ni exilé. »
Selon le Haut-Commissariat des Nations unies aux droits de l'homme : « Pour éviter d'être classée comme arbitraire, une détention doit être appropriée, prévisible, proportionnelle, nécessaire — et basée sur la justice. »